# يوتو (مركبة جوالة)
يوتو (وتعني حرفيًا الأرنب اليشبي) كان روفرًا قمريًا آليًا (عربة فضائية متجولة)، شكًل جزءً من مهمة الصين تشانغ آه 3 إلى القمر. أُطلقت الساعة 17:30 بالتوقيت العالمي المنسق في 1 ديسمبر عام 2013، ووصلت إلى سطح القمر في 14 ديسمبر 2013. تمثل هذه المهمة أول هبوط آمن على القمر منذ عام 1976، والروفر الأول الذي يُشغَّل هناك بعد أن توقفت عمليات الروفر السوفييتي لوناخود 2 في 11 مايو في عام 1973.
واجه الروفر مصاعب تشغيلية في نهاية اليوم القمري الثاني (24 ساعة نهار)، وذلك بعد النجاة والعودة إلى الحالة الطبيعية من أوّل يوم 14 يوم ساد فيها الليل. لم يكن قادرًا على التحرك في نهاية الليلة القمرية الثانية، على الرغم من أنه استمر في جمع المعلومات المفيدة لمدة بضع أشهر بعد ذلك. في أكتوبر 2015، سجّل يوتو الفترة التشغيلية الأطول لروفرعلى سطح القمر. في 31 يوليو عام 2016، توقف يوتو عن العمل بعد 31 شهرًا، وهذا ما تجاوز عمره المتوقع الأصلي الذي بلغ ثلاثة أشهر. 
في عام 2018، أُطلق الروفر يوتو-2 الذي عقب الروفر يوتو، وذلك بمثابة جزء من المهمة تشانغ آه 4. 

## نبذة تاريخية
طوّر كل من معهد شنغهاي لهندسة الأنظمة الفضائية الجوية (إس إيه إس إي آي) ومعهد بكين لهندسة أنظمة مركبات الفضاء (بي آي إس إس إي) الروفر القمري يوتو. بدأ تطوير الروفر ذي الست عجلات في عام 2002، وجرى الانتهاء منه في مايو عام 2010. خرج الروفر من مركبة الهبوط، واكتشف السطح القمري بشكل مستقل. اختير اسم الروفر في استطلاع على الإنترنت، وهو إشارة إلى الأرنب الأليف لتشانغ آلهة القمر في الميثولوجيا الصينية. 

## الأهداف
كان الهدف الرسمي من المهمة تحقيق هبوط الصين الآمن الأول، والاستكشاف المتنقل على القمر، بالإضافة إلى استعراض التقنيات الرئيسية للمهمات المستقبلية وتطويرها. 
تضمنت المهمات العلمية لتشانغ آه 3 بشكل رئيسي المسح الطبوغرافي والجيولوجي لسطح القمر، ومسح مصدر مواد السطح القمري وتركيبها، واكتشاف البيئة الفضائية للشمس-الأرض- القمر، والرصد الفلكي من سطح القمر. قامت المهمة شانج آه 3 بالقياس الراداري المباشر الأول لبنية التربة القمرية وعمقها، وذلك حتى عمق 30 متر (98 قدم)، وتفحصت بنية القشرة القمرية حتى عمق عدة مئات من الأمتار. 
قُسِّم البرنامج الصيني لاكتشاف القمر إلى ثلاثة مراحل أساسية لإجراء العمليات:
- المرحلة المدارية حول القمر (تتضمن المركبتين تشانغ آه 1، وتشانغ آه 2).
- مرحلة الهبوط على سطح القمر (مهمتي تشانغ آه 3، وتشانغ آه 4)
- مرحلة العودة بالعينات (مهمة تشانغ آه 5).

## المواصفات
لا تكشف إدارة الفضاء الوطنية الصينية إلّا القليل عن مهامها للعلن، وذلك على عكس ناسا ووكالة الفضاء الأوروبية، لذلك المعلومات التفصيلية حول المهمة تشانغ آه 3 محدودة. ربما اعتمدت جوانب في تصميم يوتو والكثير من تجاربه على روفرات ناسا لاستكشاف المريخ. ويُعتقد أنّ تصميم عجلاته تأثر بشكل كبير في التصميم المُستخدم في الروفر الروسي لوناخود 
تبلغ كتلة الروفر يوتو 140 كيلوغرام (310 رطل)، وسعة تحميله 20 كيلوغرام (44 رطل). وهو أصغر من روفري استكشاف المريخ سبيريت و أبورتيونيتي، ويحمل معدات مشابهة: وهي آلات التصوير البانورامية، ومطياف الأشعة تحت الحمراء، ومطياف أشعة إكس لجسيمات ألفا (إيه بّي إكس إس). جُهِّز يوتو بذراع آلية لوضع إيه بّي إكس إس بالقرب من العينة الهدف. بالإضافة إلى ذلك، كان بإمكان الروفر بث فديو مباشر، وكان يمتاز بمستشعرات أوتوماتيكية لمنعه من الاصطدام بالأجسام الأخرى.
صُمم روفر يوتو لاستكشاف مساحة تبلغ ثلاثة كيلومترات مربعة (1.2 ميل مربع) خلال مهمته التي تبلغ مدتها ثلاثة أشهر، وبلغت مسافة تنقله القصوى 10 كيلومتر (6.2 ميل). تزود بالطاقة عن طريق لوحين شمسيين، من أجل أن يعمل الروفر في الأيام القمرية التي يستمر فيها النهار 24 ساعة. كان الروفر في وضع الاستعداد (وضع النوم) خلال أربع عشرة يوم من الليل على القمر، جرى تسخينه خلالها عن طريق وحدة تسخين بالنظائر المشعة (أر إتش يو) تستخدم البلوتونيوم-238، وحلقات السوائل ذات المرحلتين.